# Together Everywhere!
Together Everywhere!, anche conosciuto come Mainichi Issho (まいにちいっしょ?) in Giappone, è un videogioco simulatore di vita online prodotto dalla Sony Computer Entertainment per PlayStation 3 e basato sul gatto antropomorfo Toro Inoue, noto personaggio di un fumetto giapponese.
Esso si propone come un gioco di vita artificiale in cui è possibile far condurre al personaggio azioni tipo ballare, leggere, giocare, telefonare, pulire.
Il gioco è inoltre munito di tecnologia XMB, cattura istantanea,  caricamento video HD e giocabilità online.

## Personaggi
- Toro Inoue: un gatto bianco antropomorfizzato
- Kuro: un gatto nero amico-nemico mdi Toro
- Jun Mihara: un coniglio nippo-americano rosa
- R-Suzuki: un robot con quattro facce
- Ricki: una rana verde
- Pierre Yamamoto: un cane marrone franco-giapponese francofilo.